# Alice Fletcher
Alice Cunningham Fletcher (L'Avana, 15 marzo 1838 – Washington, 6 aprile 1923) è stata un'etnologa, antropologa e sociologa statunitense, nota per i suoi studi riguardanti la cultura della popolazione dei nativi americani.

## Biografia
Fletcher nacque il 15 marzo 1838 da una coppia di genitori benestanti: il padre faceva l'avvocato a New York, e la madre proveniva da una famiglia importante di Boston. La coppia si era spostata a L'Avana, capitale di Cuba, sperando che il clima alleviasse i dolori della malattia di lui. Dopo la sua morte nel 1839, la famiglia si trasferì nel quartiere di Brooklyn Heights, a Brooklyn; Fletcher si iscrisse alla Brooklyn Female Academy, un istituto esclusivo per le famiglie abbienti.

### Carriera
Fletcher insegnò a scuola e in seguito divenne una docente pubblica, sostenendo pubblicamente che gli antropologi e gli archeologi erano i migliori nello scoprire la storia antica degli esseri umani. Sostenette anche l'educazione dei nativi americani «in modo che possano ottenere nozioni di civiltà». Secondo quanto detto da Fletcher, fu Frederic Ward Putnam ad aver stimolato il suo interesse nella cultura dei nativi d'America: i due iniziarono a lavorare insieme al museo Peabody di archeologia ed etnologia, contenente materiale di interesse antropologico e archeologico di proprietà dell'Università di Harvard. Continuò i suoi studi ispezionando dei resti della civiltà indiana presenti nelle valli dell'Ohio e del Mississippi, diventando membro dell'Archaeological Institute of America nel 1879.
Dal 1881 Fletcher lavorò alla Carlisle Indian School in Pennsylvania, dove i bambini nativi americani imparavano l'inglese, l'aritmetica e le abilità di base che gli consentivano di integrarsi nella società come cittadini americani. Quell'anno intraprese un viaggio senza precedenti per vivere e studiare i Sioux nella loro riserva, in veste di rappresentante del museo Peabody. La sua accompagnatrice era Susette La Flesche, una portavoce della tribù degli Omaha che aveva servito come interprete per il capo supremo dei Ponca Orso in Piedi nel suo storico processo del 1879. Assieme a loro era presente anche Thomas Tibbles, un giornalista che aveva contribuito a pubblicizzare la causa di Orso in Piedi e aveva organizzato un tour di conferenze della durata di diversi mesi negli Stati Uniti d'America.

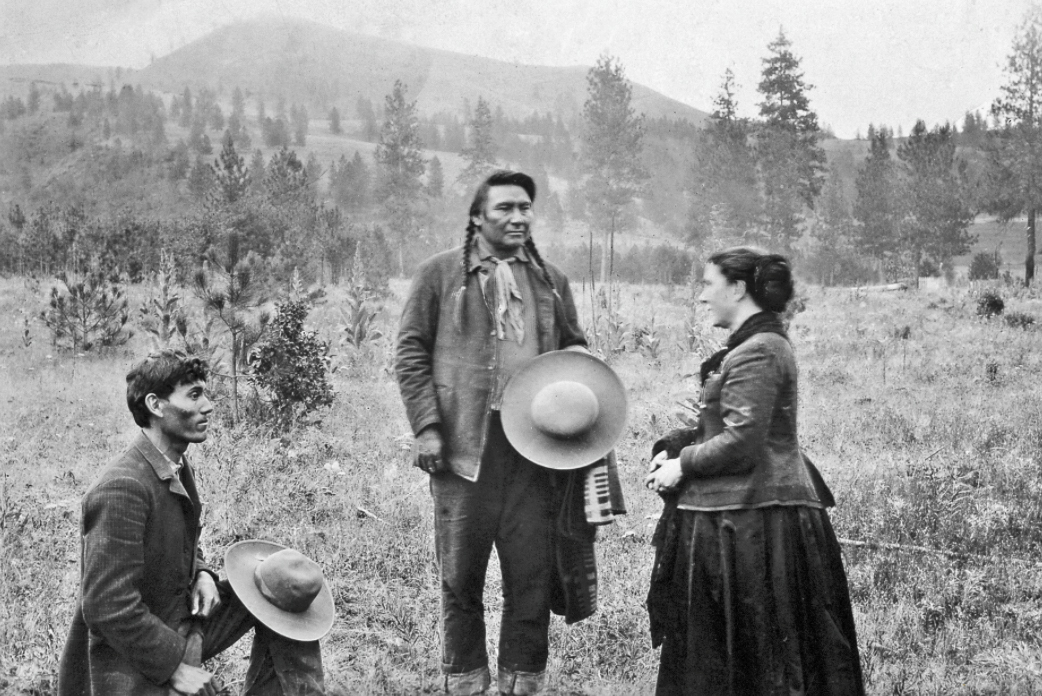
Alice Fletcher e il capo Joseph alla riserva dei Nasi Forati a Lapwai, in Idaho, dove Fletcher arrivò nel 1889 per attuare il Dawes Act. L'uomo in ginocchio è James Stuart, l'interprete di Alice Fletcher. Foto di Emma Jane Gay

Oltre ai suoi lavori di ricerca e scrittura, Fletcher lavorò in diverse posizioni speciali durante la fine del XIX secolo. Nel 1883 fu nominata agente speciale dagli Stati Uniti per assegnare terre alle tribù Miwok; nel 1884 preparò e inviò al World Cotton Centennial una mostra che mostrava il progresso della civiltà tra i nativi del Nord America nel quarto di secolo precedente, e nel 1886 visitò i nativi dell'Alaska e delle Isole Aleutine in una missione indetta dal commissario dell'istruzione. L'anno successivo fu nominata agente speciale degli Stati Uniti per l'assegnazione di terre tra i Winnebago e i Nez Perce ai sensi del Dawes Act, documento a cui lavorò anche lei. In quella spedizione fu presente anche la fotografa Emma Jane Gay che scattò oltre 400 fotografie. Fu nominata assistente in etnologia al museo Peabody nel 1882 e nel 1891 ricevette la borsa di studio Thaw, che fu creata in suo onore. Attiva anche nelle società professionali, fu eletta presidente dell'Antropological Society of Washington e dell'American Folklore Society, stabilendo il primato di prima donna presidente della società nel 1905. È stata anche vicepresidente dell'American Association for the Advancement of Science e membro di lunga data della Literary Society di Washington.
Lavorando per la Women's National Indian Association, Fletcher riuscì ad introdurre un sistema per concedere piccoli prestiti ai nativi, utilizzabili da questi ultimi per acquistare piccoli terreni o case. Aiutò anche Susan La Flesche Picotte ad ottenere un prestito per finanziare i suoi studi alla scuola di medicina; laureatasi con il massimo dei voti, Susan divenne la prima dottoressa nativa americana degli Stati Uniti d'America.
Nel 1888 venne pubblicato Indian Education and Civilization, un report speciale del dipartimento dell'Istruzione. Fletcher fu una tra le prime persone ad approfondire lo studio della musica degli indiani d'America, campo di ricerca inaugurato da un documento che espose nel 1893 prima della Conferenza antropologica di Chicago. Nel 1898, al Congresso dei musicisti tenutosi a Omaha durante l'Expo Trans-Mississippi, lesse diversi saggi sulle canzoni degli indiani nordamericani; per l'occasione, alcuni nativi Omaha cantarono le loro melodie native. Da questo episodio nacque la sua Indian Story and Song from North America, pubblicato nel 1900.
Fletcher lavorò con Frederic Ward Putnam sulle sue ricerche riguardanti il Great Serpent Mound dell'Ohio, e sostenne una raccolta fondi per acquistare il sito nel 1886. Esso fu poi donato all'Ohio Archaeological and Historical Society nel 1900. Nel 1911, assieme a Francis La Flesche, pubblicò The Omaha Tribe, considerato ancora oggi il lavoro definitivo sull'argomento.
Nel corso della sua vita Alice Fletcher lavorò con e per le tribù Omaha, Pawnee, Sioux, Arapaho, Cheyenne, Ojibway, Oto, Nasi Forati, Ponca e Winnebago.
Fletcher morì il 6 aprile 1923 a Washington. Uno dei suoi colleghi la ricordò come una persona che «leggermente, pacificamente ma con grande forza d'animo... ha fatto il possibile per promuovere la causa della scienza». Le sue ceneri sono internate nel muro del patio del New Mexico Museum of Art di Santa Fe, dietro una targa di bronzo in cui è incisa una sua citazione.